# 細川站 (咸鏡北道)
細川站（韓語：세천역）是朝鮮民主主義人民共和國咸镜北道会宁市細川洞的一個鐵路車站，属于細川線。

## 邻近车站
細川線
新鹤浦站 - 細川站 - 仲峰站